# Mila Carowska
Mila Carowska (ur. 6 maja 1984 w Skopje) – północnomacedońska polityk. Pełniła funkcję ministra pracy i polityki społecznej (2017–2020) oraz ministra edukacji i nauki (2020–2022).

## Życiorys
Ukończyła studia na Uniwersytecie Świętych Cyryla i Metodego w Skopju.
Od 15 listopada 2015 do maja 2016 pracowała jako doradca specjalny ministra pracy i polityki społecznej. 1 czerwca 2017 roku objęła funkcję szefowej tegoż resortu i piastowała ją do 3 stycznia 2020 roku. Od 31 sierpnia 2020 do 16 stycznia 2022 roku pełniła funkcję ministra edukacji i nauki.
Poza ojczystym językiem macedońskim deklaruje także znajomość języków angielskiego i serbskiego.